# Condado de Oxford y Condado Mortimer
El condado de Oxford y condado Mortimer (en inglés Earldom of Oxford and Earldom Mortimer) era un título de la nobleza de Gran Bretaña.  Fue creado por la reina Ana en 1711 para el estadista Robert Harley, heredable, en caso de faltar hijos varones por parte suya, a los demás descendientes de su abuelo, sir Robert Harley.  Fue nombrado barón Harley de Wigmore en el condado de Hereford, al mismo tiempo, también en la nobleza británica y con un resto similar al del condado. Harley era el hijo mayor de sir Edward Harley y nieto del antes mencionado sir Robert Harley.
Se eligió el título «conde de Oxford y conde Mortimer» porque el antiguo condado de Oxford, ocupado durante muchos siglos por la casa de Vere, se había vuelto inactivo, pero no extinto en 1703, lo que significa un  descendiente posiblemente podría haber dado un paso adelante para reclamar su título.  Harley reclamó el título de Oxford debido a su relación a través del matrimonio con los de Vere.  A pesar de su forma (única en la historia de los títulos nobiliarios de las islas británicas), se trataba de un solo título nobiliario.

## Historia
La familia Harley remonta su origen antes de la conquista normanda de Inglaterra, y fue prominente en Shropshire (tomando su nombre de la ciudad de Harley, Shropshire) y Radnorshire. Era tan eminente que la casa de Harlai (o de Harley, de Harlay), familia de Francia y descendiente de la rama inglesa. Sus títulos incluían el marquesado de Champvallon y el condado de Beaumont en la nobleza francesa.
La familia Harley adquirió el castillo de Brampton en Herefordshire cuando sir Robert de Harley (fallecido en 1349), el hijo mayor de sir Richard de Harley, se casó con Margaret de Brampton. Margaret era la hija mayor y coheredera de sir Bryan de Brampton, señor de Kinlet, y Maud de Braose, viuda del I barón Mortimer. El bisnieto de sir Robert, sir John Harley, fue nombrado caballero por Eduardo IV de Inglaterra en el campo de batalla de Gaston durante la batalla de Tewkesbury. En 1481, sir John fue nombrado sheriff de Shropshire.
En el siglo XVI, Thomas Harley del castillo de Brampton obtuvo una subvención del rey Jacobo I, del honor de Wigmore y castillo de Wigmore. Se casó en primer lugar con Margaret, hija de sir Andrew Corbet; y en segundo lugar, Anne, hija de Walter Griffith de Burton Agnes. Su único hijo sobreviviente, de su primer matrimonio, fue sir Robert Harley, quien fue maestro de la Casa de la Moneda para el rey Carlos I. Sir Robert se casó primero con Anne, hija de Charles Barret, de Belhouse, Essex; en segundo lugar, con María, hija de Francis Newport, y no tuvo hijos supervivientes con ninguna de sus esposas. Su tercera esposa fue lady Brilliana, una célebre escritora de cartas e hija de Edward Conway, I vizconde de Conway. Su madre, Dorothy, era hija de sir John Tracy y hermana de Mary, esposa del general Horace Vere, I barón Vere de Tilbury, a través de quien la familia Harley se conectó con la de Vere, condes de Oxford.
El hijo mayor de sir Robert era sir Edward Harley, que era miembro del parlamento de Hereford y gobernador de Dunkerque. Sir Edward se casó primero en 1654 con Mary, hija de sir William Button de Parkgate, con quien tuvo varias hijas. Se casó en segundo lugar con Abigail, hija de Nathaniel Stephens, con quien tuvo a Robert Edward, quien se convirtió en una figura política prominente y fue elevado a la nobleza como conde de Oxford y conde Mortimer en 1711.
Lord Oxford y Mortimer fue sucedido por su único hijo, Edward, el segundo conde, quien se casó con Henrietta Holles, hija y heredera del primer duque de Newcastle-upon-Tyne. El único hijo de Edward, Henry Cavendish Harley, lord Harley, murió cuando era un bebé en 1725. Lady Margaret Harley, hija y única hija sobreviviente del segundo conde, era la esposa del segundo duque de Portland y la madre del primer ministro William Henry Cavendish-Bentinck, III duque de Portland.
El segundo conde fue sucedido por su primo hermano, Edward Harley, III conde. Era el hijo de Edward Harley, hermano del primer conde, y se sentó como miembro del Parlamento para Leominster y Droitwich. Le sucedió su hijo mayor, Edward, el IV conde. En particular, sirvió como señor de la alcoba y lord-lugarteniente de Radnorshire. No tuvo hijos y fue sucedido por su sobrino, Edward, el V conde. Él era el hijo del reverendo derecho John Harley, segundo hijo del tercer conde. El quinto conde fue sucedido por su segundo y único hijo sobreviviente, Alfred, el VI conde. Murió sin hijos en 1853 cuando los títulos se extinguieron.
Robert Harley, hermano del tercer conde, también representó a Leominster en el Parlamento. El reverendísimo John Harley, segundo hijo del tercer conde y padre del quinto conde, era obispo de Hereford. Thomas Harley, tercer hijo del tercer conde, era lord alcalde de Londres. Jane Harley, condesa de Oxford y condesa Mortimer, esposa del quinto conde, fue mecenas del movimiento reformista y amante de lord Byron.
Los asientos familiares fueron Brampton Bryan Hall en Brampton Bryan, Herefordshire, y Eywood House, en Kington, Herefordshire, esta última fue demolida en la década de 1950.

## Condes de Oxford y condes Mortimer (1711-1853)
- Robert Harley, I conde de Oxford y conde Mortimer (1661–1724)[1]
- Edward Harley, II conde de Oxford y conde Mortimer (1689–1741)[1]
  - Henry Cavendish Harley, señor Harley (1725–1725)
- Edward Harley, III conde de Oxford y conde Mortimer (1699–1755)[1]
- Edward Harley, IV conde de Oxford y conde Mortimer (1726–1790)[1]
- Edward Harley, V conde de Oxford y conde Mortimer (1773–1848)[1]
  - Edward Harley, Lord Harley (1800–1828)
- Alfred Harley, VI conde de Oxford y conde Mortimer (1809–1853)